# کرافورد (فیلم)
«کرافورد» (انگلیسی: Crawford) فیلم مستند و زندگینامه‌ای به کارگردانی دیوید مودیلیانی است که در سال ۲۰۰۸ منتشر شد. این مستند نشان دهندهٔ تأثیر نقل مکان جرج بوش به شهر، مدتی بعد از نامزدی در انتخابات ریاست جمهوری سال ۲۰۰۰ است. این فیلم تقریباً طول مدت ریاست جمهوری بوش را پوشش می‌دهد.
امتیاز این فیلم ۱۰۰ از ۱۰۰ در راتن تومیتوز است. در سال ۲۰۰۸ هم برندهٔ جایزهٔ آماتور از فستیوال فیلم سن آنتونیو شد.